# Grandes gatos británicos

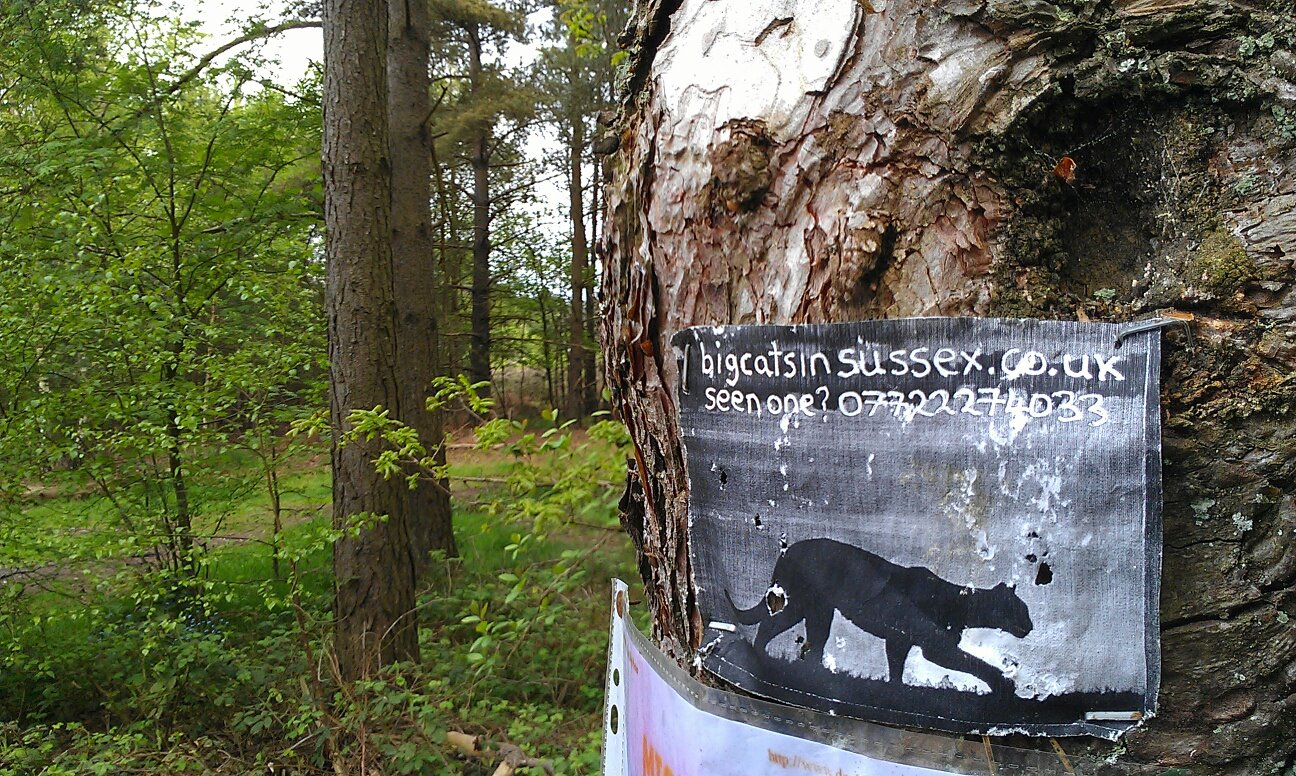
Anuncio solicitando información sobre grandes gatos en Sussex Occidental.

Los Grandes gatos británicos, también llamados ABCs (Alien Big Cats) por sus siglas en inglés, gatos fantasma y gatos misteriosos, son felinos que no son nativos de Gran Bretaña y se dice habitan el área rural británica. Los avistamientos son a menudo clasificados como "panteras", "pumas", o "gatos negros". Su existencia no ha sido comprobada, pero existen muchas teorías que intentan explicar cómo estos animales pudieron haber llegado a Gran Bretaña, incluyendo que son animales liberados después de que el Acta de animales salvajes peligrosos de 1976 entrara en vigor, o que son fauna superviviente de La Edad de Hielo.

## Evidencia de su existencia

### Primeros avistamientos
En 1760, el famoso escritor radical, William Cobbett rememoró en su obra Paseos Rurales cómo de niño vio un gato "tan grande como un spaniel" subiéndose a un árbol, un olmo hueco, en los terrenos de la arruinada abadía de Waverley cerca de Farnham en Surrey. Luego, en Nuevo Brunswick, vio un "lucifee" (lince norteamericano, Felis lynx canadensis) y "parecía ser un gato como el que vi en Waverley." En un viejo reportaje de The Times de 1827 por David Walker habla sobre el avistamiento de un "lince".
Yendo más atrás existe un poema medieval galés titulado Pa Gwr en el Libro negro de Carmarthen el cual menciona a Cath Palug, que significa "gato de Palug" o "gato que araña", el cual vagó por Anglesey hasta que fue asesinado por Cei. En las Tríadas galesas, era descendiente de la monstruosa Sow Henwen.

### Capturas y restos

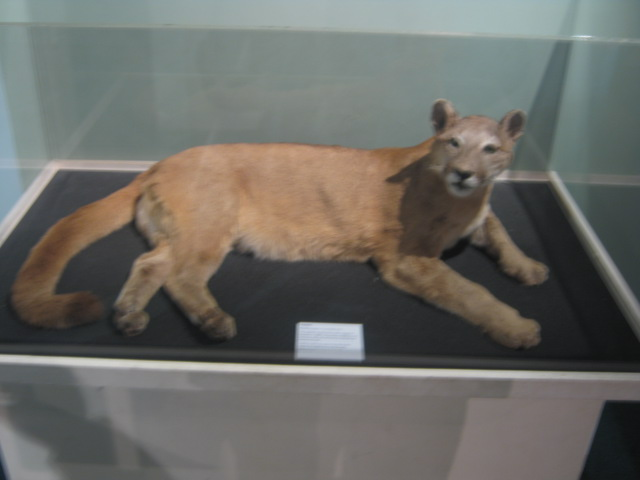
Este puma fue capturado en los bosques del condado de Inverness, Escocia en 1980. Se cree era una mascota abandonada. Vivió el resto de su vida en un zoológico. Después de su muerte fue disecado y expuesto en el Museo de Inverness.

Se le disparó a un lince canadiense en Devon en 1903 y ahora forma parte de La colección del Museo de Bristol. El análisis de su dentadura sugiere que antes de su muerte paso una cantidad significativa de tiempo en cautividad.
En 1980 un puma fue capturado en Inverness, Escocia. La captura se llevó a cabo después de muchos años de avistamientos en el área de un gato grande que coincide con la descripción del que se capturó. Aun así se cree que el puma capturado era de hecho una mascota abandonada. El puma fue posteriormente ubicado en un zoológico y se le dio el nombre de "Felicity". Cuándo murió fue disecado y colocado en el Museo de Inverness.
En 1989 un gato de la jungla que fue arrollado por un automóvil fue encontrado a un lado de la carretera en Shropshire.
En 1991 se le disparó a un lince boreal cerca de Norwich, Norfolk. Había matado alrededor de 15 ovejas en un periodo de dos semanas. La historia se dio a conocer en 2003, y el cuerpo disecado del lince supuestamente está en posesión de un coleccionista en Suffolk. Por muchos años este incidente fue considerado una farsa, particularmente por la comunidad de cazadores, pero en marzo de 2006 un informe policial confirmó que el caso era cierto. Probablemente era un animal escapado de una instalación en el área que criaba animales, incluyendo linces boreales.
En 1993 se le disparó a un leopardo en la Isla de Wight después de darse un festín de pollos y patos.
Hay informes de que en 1993 otro puma fue capturado en Escocia, esta vez en el área de Aviemore.
En 2001 otro lince fue capturado vivo en Cricklewood, en el norte de Londres. El lince era considerablemente más grande que un gato doméstico promedio. Fue puesto en el Zoológico de Londres y se le dio el nombre de "Lara" antes de ser transferido a un zoológico en Francia. Se determinó que tenía solo 18 meses de edad.

### Evidencia fotográfica y en vídeo
En 1994 un vídeo de un gran gato negro fue grabado en Cambridgeshire y fue llamado por los medios de comunicación como el "tigre de Fen".
En 2004 fue grabado lo que pareció ser un gran gato negro cerca una granja en Shropshire. El gato había sido visto por los granjeros en numerosas ocasiones.
En junio de 2006 un gran gato negro fue grabado en la campiña de Banff, Aberdeenshire. Las imágenes del gato fueron retransmitidas por la BBC el 24 de mayo de 2007.
En julio de 2009, fotografías y vídeos de un gran gato negro fueron tomados por un policía fuera de servicio del ministerio de Defensa. El animal caminaba a lo largo de una línea de ferrocarril en Helensburgh, Argyll. Grandes gatos, negros y pardos, han sido avistados en el área anteriormente.
A finales de 2009 un vídeo de lo que se dijo era un gran gato negro fue grabado en Herefordshire. El avistamiento y el video del gato coincidieron con una matanza de ovejas en el área.
En 2010 un vídeo de lo que se afirmó era un gran gato negro fue grabado en Stroud, Gloucestershire. 'Expertos' han estimado que la criatura era de al menos cinco pies de largo de la nariz a la cola.
En 2011 una familia de excursión en el bosque Fochabers, condado de Inverness, fotografió un gran gato negro que coincide con la descripción de un jaguar de bosque.

### Ataques
En el año 2000 un niño de 11 años en Monmouthshire fue atacado por lo que afirma era un gran gato negro. Le dejó cinco largas cicatrices en forma de garras en su mejilla izquierda. La policía llamó a un experto en grandes felinos para investigar el incidente.
En 2005 un hombre que vivía en Sydenham Park al sur de Londres fue atacado en su jardín trasero, el cual estaba a un lado de la línea de ferrocarril. El hombre que medía 1,80 m y pesaba 95 kg describió el gato como una gran figura negra que se le lanzó encima y era considerablemente más fuerte que él. Terminó con arañazos por todo el cuerpo. Llamó a la policía y según la BBC, un agente policial vio a un gato del tamaño de un labrador retreiver.

### Evidencia de ADN
Ha habido casos controvertidos de evidencia de ADN que prueban la existencia de grandes felinos en Gran Bretaña: En 2011 fue anunciado por el Centro de Zoología Forteana que las pruebas de ADN llevadas a cabo por la Universidad de Durham de pelos encontrados en el norte de Devon, demostraron que un leopardo vivía en el área. En 2012 fue anunciado que en las pruebas de ADN hechas a dos cadáveres de ciervo encontrados en Gloucestershire, solo se encontró ADN de zorro, a pesar de que muchos lugareños comentaron avistamientos y creyeron que los ciervos fueron muertos por un gran felino.

### Avistamientos
El grupo de investigación de grandes felinos de Gran Bretaña publica informes anuales de avistamientos por condado. Los "diez primeros" en la lista de condados y regiones de Gran Bretaña entre abril de 2004 y julio de 2005 fueron:
| Área                    | Devon | Yorkshire | Escocia | Gales | Gloucestershire | Sussex | Cornualles | Kent | Somerset | Leicestershire |
| Número de avistamientos | 132   | 127       | 125     | 123   | 104             | 103    | 99         | 92   | 91       | 89             |

Las especies que han sido avistadas con más frecuencia incluyen al gato leopardo, el cual es del tamaño de un gato doméstico pero tiene manchas parecidas a las de un leopardo, la pantera nebulosa, una especie especializada de los trópicos qué fue capturada después de vivir libre en Kent en 1975, y hay incluso casos extraordinarios de leones en Devon y Somerset.
En agosto de 2012, varios avistamientos de un león fueron notificados cerca de St. Osyth en Essex. La policía buscó en el área utilizando helicópteros y cámaras infrarrojas, instruyendo a los residentes quedarse en sus casas. A pesar de la especulación de que el león había huido del Zoológico de Colchester o de un circo local, no se informó de un animal perdido o escapado. La búsqueda fue cancelada al día siguiente sin evidencia de león alguno. Un residente local afirmó que una foto del animal mostraba a su mascota, un gato Maine Coon.
Ha habido noticias de un gato conocido como la bestia de Bevendean durante varios años en Sussex, incluyendo Brighton y Hove. En 2012, un cineasta local planeaba hacer una película de acción y aventura, Rugido Oscuro, la historia hablaba de dos chicos de once años que ponen una trampa para atrapar a la criatura.

## Avistamientos de grandes gatos británicos
El interés y los primeros informes de grandes felinos aparecieron a finales de 1950, con noticias periódicas desde 1959 sobre el puma de Surrey, que en 1964 llegaría a lacerar gravemente a un toro, y el tigre de Fen. En 1963 el guepardo de Shooters Hill fue avistado en esa área de Londres. Y en 1964 hubo avistamientos similares en Norfolk. Desde 1970 los casos se extendieron a lo largo del país; la bestia de Exmoor fue vista en Devon y Somerset y la pantera de Sheppey se dice vagaría por ahí desde esa época. En 1980 apareció el primer caso moderno en Escocia, y se le disparó a un Gato de Kellas allí en 1984.
El interés por los gatos fantasma creció en 1992 con los titulares informando de la Bestia de Bodmin, y el puma de Galloway en Dumfries y Galloway. Una gran pantera negra conocida como 'la bestia de Dartmoor' fue vista por un grupo de quince personas en el verano de 2011 en el bosque Haldon. Hubo muchas historias diferentes partes del país.
En los primeros meses del 2011, hubo un gran número de avistamientos de una 'pantera' en Shotts, al norte de Lanarkshire, los lugareños asustados empezaron a informar a la prensa local, después de un par de meses, estos casos cesaron, asumiéndose que la 'pantera' se había ido a otro lugar.
Uno de los informes más recientes fue el de un león que rondaba alrededor de Essex durante el verano de 2012. Inicialmente visto en un parque de casas móviles, también hubo informes de un rugido de león en el área. Una fotografía fue tomada por unos testigos. La policía aconsejó a los residentes quedarse en sus casas y se hizo una búsqueda en el área, pero no se encontró nada. Se contactó con los zoológicos locales y los circos, pero ninguno notificó el escape de un león. Una señora de apellido Murphy, más tarde, afirmó que la fotografía era de su gato, Teddy.
En 2013, en un pequeño pueblo en el límite entre Shropshire y Wrexham, dos hermanas afirmaron haber visto una gran criatura negra parecida a un gato saltando una cerca y desapareciendo en un campo cercano. Al regresar durante el día, descubrieron una gran guarida y huellas demasiado grandes como para pertenecer a un gato doméstico. Un guardián del zoológico de Chester y del zoológico de Dudley de apellido Larkham, estuvo de acuerdo en que las huellas no pertenecían a un gato doméstico pero eran demasiado pequeñas para ser las de una pantera, el cree que pueden ser de los descendientes del gato de la jungla de Shropshire de los años 1980, o un gato doméstico gigante.

## El gran gato de Cotswolds
El gran gato de Cotswolds es un supuesto "gran gato" o un número de grandes gatos en una amplia región en Cotswolds, Inglaterra.
Un peatón en el parque de Woodchester encontró el cadáver de un corzo el 12 de enero de 2012, con heridas que sugerían que el animal había sido mutilado por un gran felino. Un segundo cadáver de ciervo similar fue encontrado el 16 de enero de 2012.
Un análisis hecho por los científicos de la Universidad de Warwick a estos cadáveres de ciervo que supuestamente fueron muertos y parcialmente devorados por el "gato de Cotswolds" demostró que el ADN era únicamente de zorro y de ciervo.

## Participación del gobierno
En 1988, el Ministerio de Agricultura dio el paso inusual de enviar a los Royal Marines para llevar a cabo una exhaustiva búsqueda de la supuesta bestia de Exmoor después de un aumento en el número de ganado muerto de manera misteriosa, y quejas de granjeros sobre la subsecuente pérdida de dinero. Varios Marines afirmaron haber visto al gato momentáneamente, pero solo se encontró a un zorro. El Departamento para el ambiente, alimentos y asuntos rurales, publicó una lista de gatos depredadores que se sabía había huido en el Reino Unido, a pesar de que la mayoría de estos habían sido recapturados.

## Explicación mitológica
Durante varios cientos de años el mito del Perro Negro ha persistido en Gran Bretaña —una criatura mítica que supuestamente aparece como un gran animal negro en un remoto páramo sin evidencia firme más allá de rumores de su existencia. Se ha sugerido que las historias de "gatos negros" son meramente una continuación moderna de tales mitos e historias, compartiendo los mismos elementos pero con la idea de la causa sobrenatural quedando sin credibilidad y siendo reemplazada por la moderna, más verosímil, idea de un gato montés escapado o liberado. Además, las historias de grandes gatos comparten muchos rasgos propios de los tabloides de la prensa sensacionalista —como la rápida exposición de cualquier gato "potencial" y la diseminación de cualquier supuesta evidencia o especulación, ayudando a construir una leyenda urbana.

## Lectura adicional
- BCIB Yearbook 2007, Ed. Mark Fraser, CFZ 2008
- Beer, Trevor The Beast of Exmoor: Fact or legend? Countryside Productions 1988
- Brierly, Nigel They stalk by night - the big cats of Exmoor and the South West Yeo Valley Productions 1988
- Coard, R. Ascertaining an agent: using tooth pit data to determine the carnivore/s responsible for predation in cases of suspected big cat kills. Journal of Archaeological Science 34(10): 1677-1684
- Francis, Di "The Beast of Exmoor and other mystery predators of Britain" Johnathan Cape, 1993
- Francis, Di "Cat Country" David and Charles, 1982
- Harpur, Merrily "Mystery Big Cats Heart of Albion", 2006
- Moiser, Chris "Mystery Cats of Devon and Cornwall" Bossiney Books, 2002
- Moiser, Chris "Big Cat Mysteries of Somerset" Bossiney Books, 2005
- Moiser, Chris "Mystery Big Cats of Dorset" Inspiring Places, 2007
- Shuker, Karl "Mystery Cats of the World: From Blue Tigers to Exmoor Beasts" Robert Hale, 1989